# Đội tuyển bóng đá bãi biển quốc gia Bulgaria
Đội tuyển bóng đá bãi biển quốc gia Bỉ đại diện Bulgaria ở các giải thi đấu bóng đá bãi biển quốc tế và được điều hành bởi BFU, cơ quan quản lý bóng đá ở Bulgaria.

## Đội hình hiện tại
Chính xác tính đến tháng 7 năm 2012
Ghi chú: Quốc kỳ chỉ đội tuyển quốc gia được xác định rõ trong điều lệ tư cách FIFA. Các cầu thủ có thể giữ hơn một quốc tịch ngoài FIFA.
| Số | VT | Quốc gia | Cầu thủ        |
| -- | -- | -------- | -------------- |
| 1  | TM |          | Giorgi Savov   |
| 3  | HV |          | Chavdar Petrov |
| 7  | HV |          | Georgi Minkov  |
| 8  | TV |          | Pavel Adamov   |
| 9  | TV |          | Filip Filipov  |

| Số | VT | Quốc gia | Cầu thủ                       |
| -- | -- | -------- | ----------------------------- |
| 10 | TĐ |          | Simeon Hristov                |
| 11 | TĐ |          | Kaloyan Tsvetkov              |
| 16 | HV |          | Svetoslav Mandikov            |
| 19 | TV |          | Zhivko Parashkevov            |
| 22 | TM |          | Konstadin Ivanov (đội trưởng) |

Huấn luyện viên: Simeon Hristov

## Thành tích
- Thành tích tốt nhất tại Vòng loại giải vô địch bóng đá bãi biển thế giới khu vực châu Âu: Vòng bảng
  - 2009, 2011